# Ronwen Williams
Ronwen Hayden Williams (ur. 21 stycznia 1992 w Port Elizabeth) – południowoafrykański piłkarz występujący na pozycji bramkarza. Od początku zawodowej kariery do 2022 związany był z Supersport United FC. W 2012 i 2016 zdobył z tą drużyną Puchar RPA. W 2022 przeszedł do Mamelodi Sundowns FC.
W reprezentacji Południowej Afryki zadebiutował 5 marca 2014 w przegranym 0:5 meczu towarzyskim z Brazylią.